# Odontobatrachus

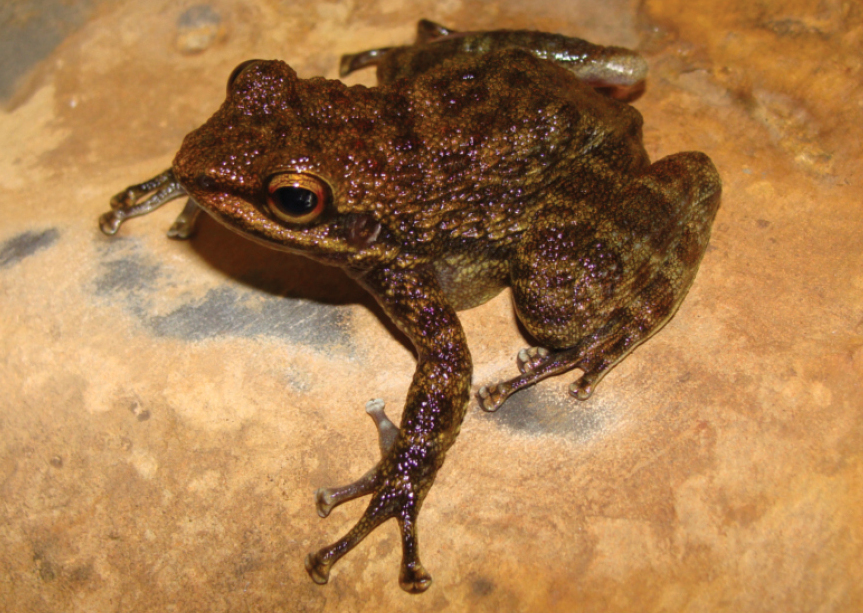
Odontobatrachus smithi aus Guinea

Odontobatrachus ist die einzige Gattung der Froschfamilie Odontobatrachidae. Sie ist in Westafrika verbreitet und wird zu den Stromschnellenfröschen gezählt, die Anpassungen an das Leben in schnell fließenden Gewässern zeigen. 

## Merkmale
Die Gattung Odontobatrachus weist einige für Frösche außergewöhnliche Zahnbildungen auf. Auf jedem der beiden Unterkieferknochen befindet sich ein spitzer, hauerartiger Fortsatz. Das Oberkiefer trägt zwei Reihen von spitzen, nach hinten gekrümmten Zähnen. Hinter den Choanen befinden sich zwei kleine Gruppen von Gaumenzähnen, die eng beieinander liegen. Diese Merkmale und molekulargenetische Untersuchungen rechtfertigten die Errichtung einer eigenen Familie für diese Frösche. 
Das Typusexemplar der Gattung, Odontobatrachus natator, hatte eine Kopf-Rumpf-Länge von 55 Millimetern. Auf dem Rücken ist die Haut dicht granuliert und mit Leisten bzw. länglichen Warzen versehen. Die Farbe ist oberseits braun, meist mit dunklen, schwarzen Punkten und hellen, olivgrünen bis gelblichen Bänderungen überzogen. Die Gliedmaßen sind ebenso gebändert. Die Bauchseite ist hell, weiß bis gelblich.
Das Trommelfell ist unauffällig, sein Durchmesser ist nur halb so groß wie der des Auges. 
Zwischen den Zehen und Fingern befinden sich große Schwimmhäute. Die Finger sind etwas verlängert, flach, mit vergrößerten, herzförmigen Haftscheiben. Der erste Finger ist kürzer als der zweite. Die Länge der Füße erreicht bei dieser Art zwei Fünftel der Kopf-Rumpf-Länge. Die Männchen haben paarige interne Schallblasen und ovale Drüsen an den Unterseiten der Schenkel.

## Vorkommen
Odontobatrachus ist in den Regenwäldern Westafrikas beheimatet. In Sierra Leone, im Norden Liberias, im Westen der Elfenbeinküste und im Süden Guineas kommt er im hügeligen Terrain und auf bewaldeten Gebirgszügen bis in Höhen von 1400 Metern vor. Es handelt sich um die erste Wirbeltierfamilie, die in Westafrika endemisch ist.

## Lebensweise
Odontobatrachus lebt in schnell fließenden Gewässern und an Wasserfällen, wo sich auch die Kaulquappen entwickeln. Wegen ihrer Lebensweise wurden einige sehr ähnlich aussehende Frösche als Stromschnellenfrösche (engl. torrent frogs) in eine eigene Familie Petropedetidae zusammengestellt. Es stellte sich jedoch heraus, dass diese Frösche stammesgeschichtlich nicht so nahe verwandt sind wie ursprünglich angenommen. Daher wurde die in Indien vorkommende Gattung Indirana schon 2006 in eine eigene Familie namens Ranixalidae ausgegliedert. Die Gattung Conraua erhielt 2011 den Rang einer eigenständigen Familie. Nach der Auslagerung von Arthroleptides in die neu geschaffene Familie Arthroleptidae blieb innerhalb der Petropedetidae nur die Gattung Petropedetes erhalten. Für den ursprünglich als Petropedetes natator ebenfalls in die Gattung Petropedetes klassifizierten Odontobatrachus natator wurde 2014 ebenfalls eine eigene Familie errichtet.

## Systematik
Die Typusart Odontobatrachus natator wurde von dem Herpetologen Boulenger ursprünglich als Petropedetes natator schon im Jahr 1905 beschrieben. 
Im Jahr 2014 wurde die Art in eine eigene, damals monotypische Gattung Odontobatrachus eingeordnet, für die eine neue Familie, die Odontobatrachidae, errichtet wurde. Der Gattungsname Odontobatrachus kommt aus dem Griechischen (όδούς, odous = Zahn und βατραχοσ, batrachos = Frosch).
Eine  molekularbiologische Untersuchung aus dem Jahr 2015 wies auf eine phylogenetische Aufspaltung der Art Odontobatrachus natator in fünf Linien hin. Diese taxonomischen Einheiten wurden in einer weiteren Arbeit als eigenständige Arten beschrieben.

## Arten
Es wurden fünf Arten beschrieben:
- Odontobatrachus arndti Barej, Schmitz, Penner, Doumbia, Sandberger-Loua, Emmrich, Adeba & Rödel, 2015
- Odontobatrachus fouta Barej, Schmitz, Penner, Doumbia, Brede, Hillers & Rödel, 2015
- Odontobatrachus natator (Boulenger, 1905)
- Odontobatrachus smithi Barej, Schmitz, Penner, Doumbia, Sandberger-Loua, Hirschfeld, Brede, Emmrich, Kouamé, Hillers, Gonwouo, Nopper, Adeba, Bangoura, Gage, Anderson & Rödel, Rödel, 2015
- Odontobatrachus ziama Barej, Schmitz, Penner, Doumbia, Hirschfeld, Brede, Bangoura & Rödel, Rödel, 2015